# Isadee Jansen
Isadee Jansen (17 april 1999) is een Nederlands model.

## Leven en carrière
Jansen werd geboren in Duitsland en groeide op in Nijmegen. In 2018 deed ze mee aan de tv-wedstrijd Curvy models op RTL 5, dat speciaal gericht op modellen 'met rondingen'. Ze haalde de finale waarin ze drie andere modellen achter zich liet door de meeste stemmen van zowel de jury als het publiek te krijgen. Door haar winst tekende Jansen een modellencontract bij Ego's Models. In de jaren na haar winst in Curvy Models stond Jansen op de cover van Dolce & Gabbana en Hunkemöller.
Naast haar modellencarriere verscheen Jansen in meerdere televisieprogramma's. Zo was ze een van de elf influencers die meedeed aan de realityshow Killer Camp op Prime Video. In 2025 is Jansen een van de deelnemers aan het survivalprogramma No Way Back op SBS6.